# Юнгаверк
Юнгаверк (на шведски: Ljungaverk) е малък град в лен Вестернорланд, централна Швеция, община Онге. Разположен е около река Юнган. Намира се на около 65 km на северозапад от главния град на лена Сундсвал и на около 360 km на северозапад от столицата Стокхолм. Има жп гара. Населението на града е 885 жители според данни от преброяването през 2010 г.